# Silvi (centro storico)
Silvi alta o Silvi Paese è il centro storico del comune di Silvi, in provincia di Teramo.

## Storia
Silvi alta è un borgo di origini medievali, fondato nell'Alto Medioevo da un gruppo di pescatori che si spostarono dal villaggio costiero noto come "Macrinum" o "Silva" nell'età Romana, su un colle prospiciente il mare.
Il nome attuale proviene dalla folta macchia mediterranea, che ha influenzato anche il nome di Montesilvano, e nei documenti Silvi è citato come "Castrum Silvae".
Nel XIII secolo era noto anche come Torre Belfiore, dal nome della torre quadrata che esiste ancora presso le mura; nel 1391 Ladislao di Durazzo fa in modo che Belfiore sia comprato da Antonio Acquaviva duca di Atri. Da questo momento sino al XVII secolo Silvi fece parte del ducato degli Acquaviva, stando sotto la diocesi di Atri. 
Nel 1471, a causa degli attacchi turchi e della poca popolazione Ferrante d'Aragona decide di ripopolare Silvi con degli esuli cristiani fuggiti dai Balcani.
Nel XVII secolo Silvi è sotto il governo dei Forcella, in lotta contro i duchi di Atri, che tentarono invano con denunce alla corte di Napoli di riottenere il feudo. Tuttavia nel 1806 viene aggregata dai francesi al comune di Atri, da cui si distacca nel 1927.
Nel 1931 la sede comunale viene spostata nella frazione Silvi Marina, in costante crescita demografica. 

## Monumenti e luoghi d'interesse

### Architetture religiose

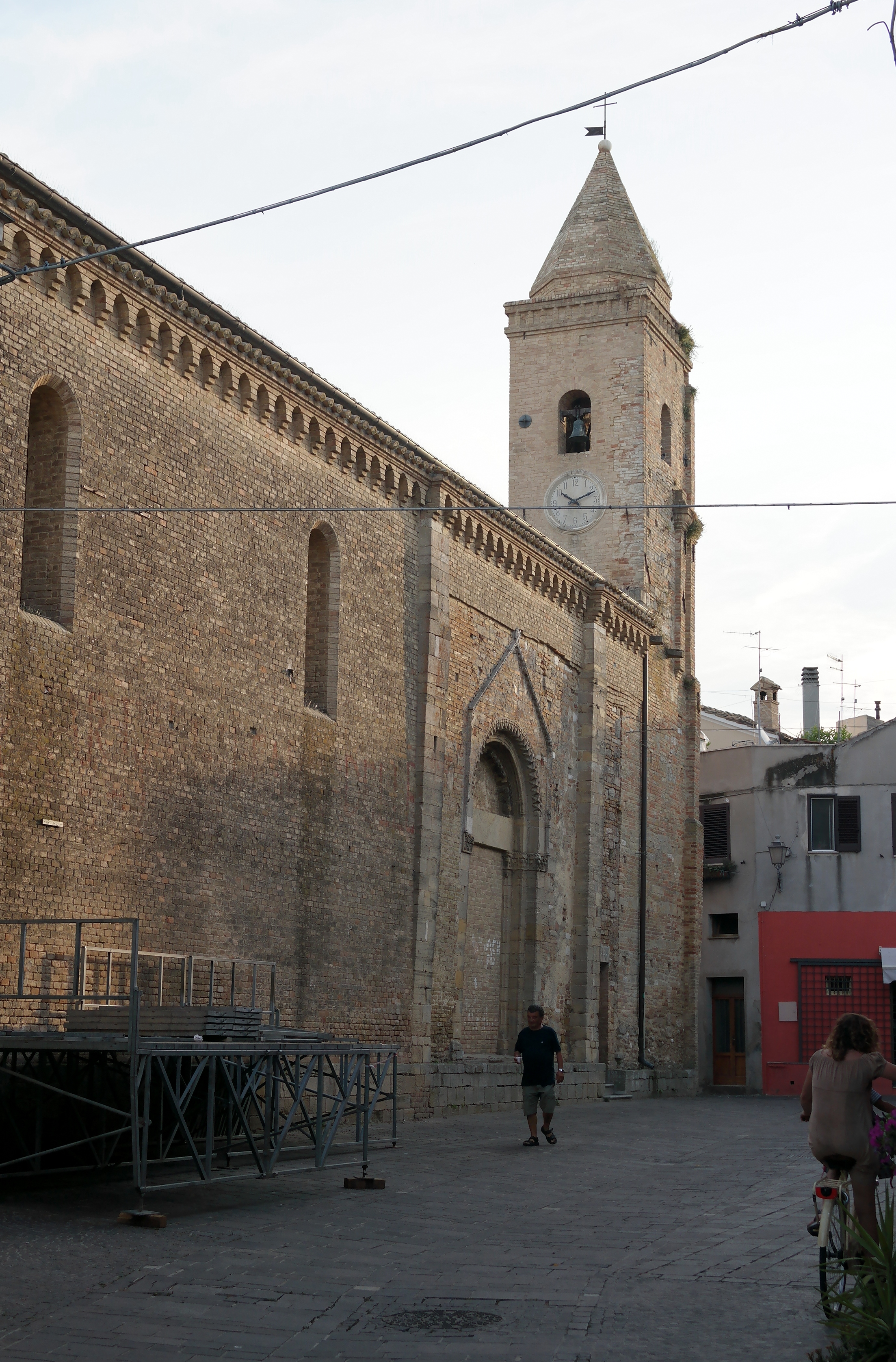
Chiesa di San Salvatore

- Chiesa di San Salvatore: costruita verso nel 1100 in onore del primo protettore di Silvi, san Salvatore (poi sostituito alla fine del XVI secolo da San Leone). Oggi la chiesa si presenta secondo i numerosi rifacimenti subiti nei secoli. All'esterno, il fianco sinistro (un tempo facciata), su corso Umberto I, presenta i tre portali atriani del XIV secolo, opera delle botteghe degli scultori attivi nel Duomo di Atri, mentre l'attuale facciata, il fianco destro su largo della Porta e il campanile (con l'orologio civico del 1843 spostato nel 1951 dalla chiesa di Sant'Antonio che si andava distruggendo) sono dell'inizio del XVIII secolo. L'interno si presenta barocco e ad una navata: si segnalano in particolare il busto ligneo del protettore San Leone, realizzato a Napoli nel 1766, la Comunione degli Apostoli, tele di artista locale della fine del '700, proveniente dalla distrutta chiesa di San Nicola come testimonia la rappresentazione del santo in basso, e la cappella del Rosario con varie statue vestite. Del passato medievale rimangono le due acquasantiere, realizzate con parti di un antico tempio romano, e il lacerto di affresco raffigurante molto probabilmente Santa Caterina d'Alessandria (metà XIII secolo), che si va riscoprendo come uno dei più importanti documenti dell'arte sveva in Italia.
- Chiesa di San Rocco: costruita nel XVI secolo come cappella rurale, non molto lontano dalla chiesa di San Salvatore, è oggi inserita nel tessuto urbano. L'attuale sistemazione, con campanile a vela, è ottocentesca; all'interno è presente un altare barocco con la statua lignea di San Rocco.
- Cappella della Madonna dello Splendore: la cappella sorge lungo la strada che da Silvi Marina conduce a Silvi Paese, a poca distanza dal centro storico. La data di costruzione è incerta, comunque fu elevata sul punto in cui, secondo la leggenda, nel 1566 San Leone, con una torcia in mano, incontrò i Turchi e li fece desistere dall'attaccare il borgo. Oggi, nella sistemazione tardo-ottocentesca, si presenta come un'edicola con la statua della Vergine circondata da un recinto in pietra.

### Architetture civili
La torre Belfiore di via Umberto I è l'ultimo resto delle fortificazioni medievali; la torre è a pianta quadrata e con decorazione superiore a merlature e caditoie. Nel XVII secolo contribuiva, contestualmente alle altre torri di guardia lungo la costa abruzzese, al sistema difensivo delle torri costiere del Regno di Napoli.